# 竹田弘太郎
竹田 弘太郎（たけだ こうたろう、1916年（大正5年）1月2日 - 1991年（平成3年）10月29日 ）は、日本の実業家。名古屋鉄道（名鉄）の元社長。

## 経歴
愛知県西春日井郡清洲町（現・清須市）出身。1938年（昭和13年）に早稲田大学商学部卒業とともに名古屋鉄道に入社。1963年（昭和38年）11月に同社取締役となり、以後、常務、副社長を経て、1971年（昭和46年）11月に社長に就任。1982年（昭和57年）6月には会長に就任する。「人を基本に、従業員を尊重し、地域との共生を図ること」をモットーに、リトルワールドや杉本美術館などの文化施設の開設や1989年（平成元年）の世界デザイン博覧会の開催に携わるなど、文化事業にも力を入れた。
社外では、1978年（昭和53年）から名古屋商工会議所副頭取、1981年（昭和56年）12月から1990年（平成2年）3月までに同頭取を務め、東海銀行監査役や日本銀行参与、NHK経営委員会委員長などを歴任した。
日本棋院中部総本部長をつとめ、1989年、大倉喜七郎賞を受賞した。
1976年11月に藍綬褒章を受章し、1986年（昭和61年）には勲一等瑞宝章を受章。また東海地方の財界人らで構成される「中日ドラゴンズ後援会」の会長も務めた。
1991年(平成3年）10月29日に胸部動脈瘤による心不全のために名古屋市内の病院で死去。享年75歳。